# آلسیو لو پورتو
آلسیو لو پورتو (انگلیسی: Alessio Lo Porto؛ زادهٔ ۴ آوریل ۱۹۹۶) بازیکن فوتبال است.
از باشگاه‌هایی که در آن بازی کرده‌است می‌توان به باشگاه فوتبال پروجا اشاره کرد.
وی همچنین در تیم ملی فوتبال زیر ۱۹ سال ایتالیا بازی کرده‌است.